# 로스케
로스케(일본어: 露助, 러시아어: Русский 루스키[*], 로마자: Russkiy)는 한국어 및 일본어로 러시아인을 낮잡아 부르는 말이다.

## 어원
러시아인 스스로 자신들을 지칭하는 말인 '루스키(Русский : 이 말에는 본디 비하의 의미는 없다.)'를 러일 전쟁 당시 일본 군인들이 일본어식으로 음역하여 '로스케(露助)'라 부르며 러시아 군인들을 조롱하여 일컫던 말이 러시아인 전체를 비하하는 의미로 확대되었고, 이 말이 일제강점기 당시 한반도에도 전파되어 러시아인 비하 표현으로 널리 쓰이게 되었다.